# John Edmond Owens
John Edmond Owens o Edward o Edmund oppure talvolta John E. Owens (Liverpool, 2 aprile 1823 – Aigburth Vale, 7 dicembre 1886) è stato un attore teatrale inglese naturalizzato statunitense.

## Biografia

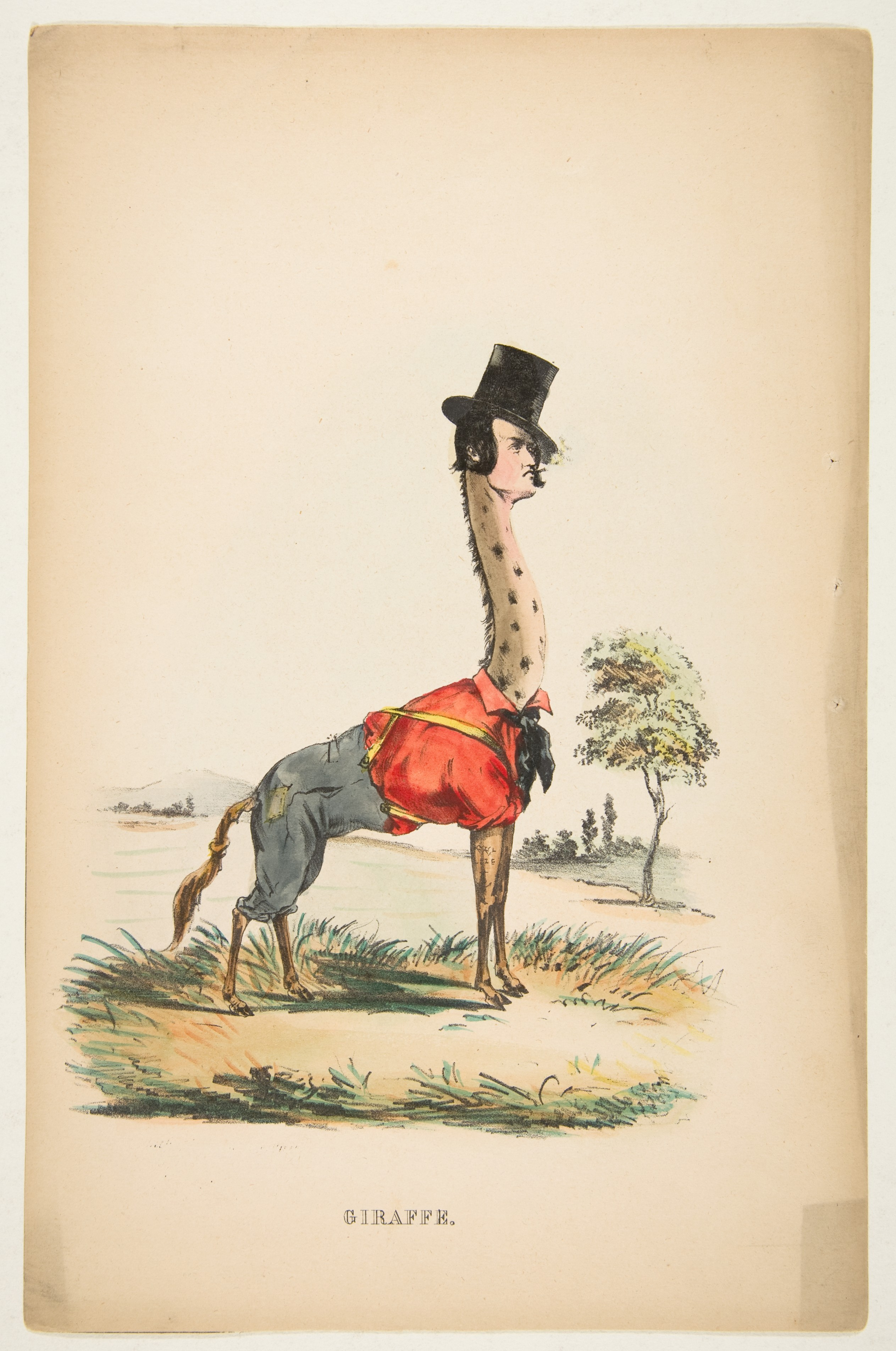
John Edmond Owens come Jakey, tratto dal The Comic Natural History of the Human Race (1851)

John Edmond Owens nacque a Liverpool, in Inghilterra, il 2 aprile 1823, in una famiglia di origini gallesi,e diventò famoso come un comico eccentrico e un apprezzato interprete dei personaggi yankee.
All'età di tre anni Owens e la sua famiglia emigrarono negli Stati Uniti d'America, dapprima a Baltimora e dopo dieci anni a Filadelfia, dove Owens si appassionò alla lettura delle opere di William Shakespeare.
Effettuò studi scientifici, dopo di che passò al teatro, esordendo nel 1840 al National Theatre di Filadelfia accanto al già noto attore William Evans Burton, mettendosi in evidenza nelle parti comiche, brillanti e di carattere.
Durante la sua carriera Owens interpretò 447 ruoli, ma una parte del repertorio per il quale ottenne successi oggi è parzialmente dimenticato.
Chi però assistette alle sue interpretazioni ne Il mercante di Venezia di William Shakespeare, affermò che Owens era attore di spiccata personalità.
Charles Dickens, che ebbe modo di applaudirlo in una sua tournée londinese, gli volle affidare una riduzione del David Copperfield.
Quando abbandonò il palcoscenico, Owens si dedicò con buoni risultati all'insegnamento.
John Edmond Owens morì nella sua casa, ad Aigburth Vale vicino a Towson, nel Maryland, il 7 dicembre 1886.